# Simon Sechter

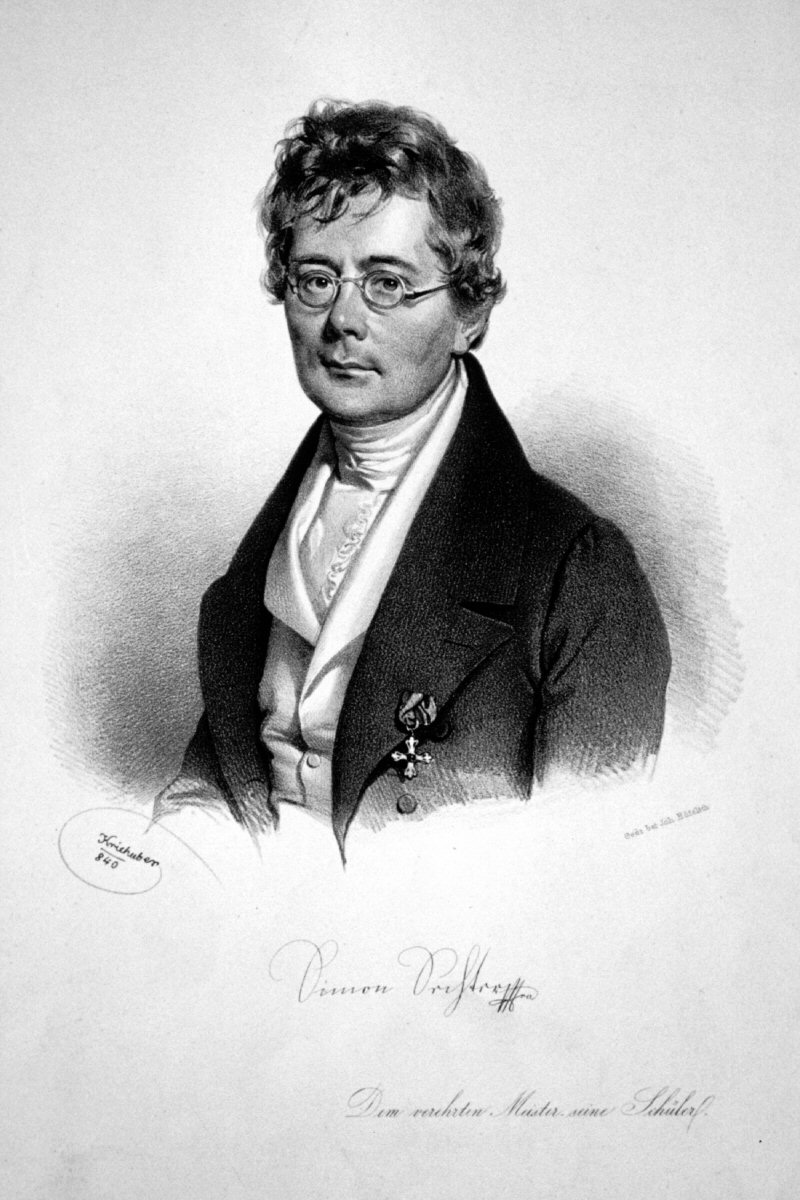
Simon Sechter; Lithographie von Josef Kriehuber 1840

Simon Sechter (* 11. Oktober 1788 in Friedberg in Böhmen; † 10. September 1867 in Wien) war ein österreichischer Musiktheoretiker, Musikpädagoge, Organist, Dirigent und Komponist.

## Leben

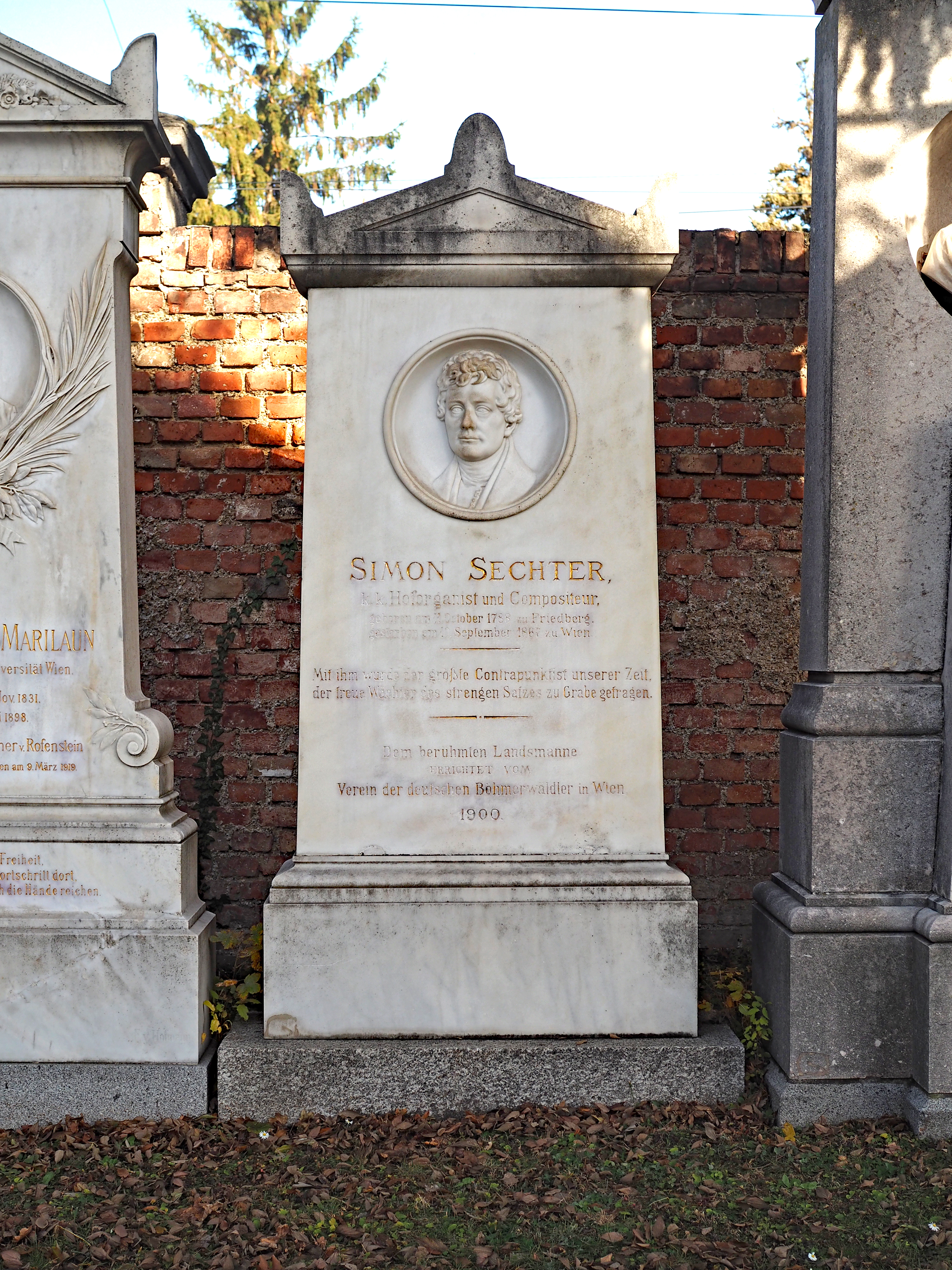
Grabstätte von Simon Sechter

Simon Sechter kam 1804 nach Wien, um bei Antonio Salieri zu studieren. Im Jahre 1824 übernahm er von Jan Václav Voříšek das Amt eines Hoforganisten. Ab 1810 unterrichtete er Klavier und Gesang an einer Blindenschule. 1828, knapp vor Franz Schuberts Tod, erteilte er dem bereits Todkranken eine Lektion in Kontrapunkt. 1851 wurde Sechter zum Professor für Komposition am Konservatorium der Gesellschaft der Musikfreunde ernannt, wo ihm sein ehemaliger Schüler Anton Bruckner in Anwendung der bei Sechter erlernten Lehrmethoden folgte. Da Sechter in seinen letzten Lebensjahren mehr Geld ausgab, als er verdiente, starb er in großer Armut. Er ist auf dem Wiener Zentralfriedhof in einem 1898 vom Gemeinderat gewidmeten Ehrengrab (Gruppe 0, Reihe 1, Nummer 23) beigesetzt. 1894 wurde die Sechtergasse in Wien-Meidling nach ihm benannt.

## Bedeutung
Sechter hatte strikte Lehrmethoden. So verbot er Anton Bruckner zum Beispiel, Originalkompositionen zu schreiben, während dieser bei ihm Kontrapunkt lernte. Der Komponist und Brucknerkenner Robert Simpson glaubte, dass „Sechter unbewusst Bruckners Originalität hervorholte, indem er sie unterdrückte, bis es nicht mehr länger ging“. Sechter unterrichtete Bruckner von 1855 bis 1861 per Post und betrachtete ihn als seinen besten Schüler. Bei Bruckners Studienabschluss schrieb Sechter eine ihm gewidmete Fuge.
Mit Die Grundsätze der musikalischen Komposition, seiner dreibändigen Abhandlung über Kompositionsprinzipien aus den Jahren 1853 und 1854, schrieb Sechter ein Werk mit großem Einfluss auf viele spätere Theoretiker. Sechters Gedanken sind von Jean-Philippe Rameaus Fundamentalbasstheorie abgeleitet. Sechter propagierte die reine gegenüber der wohltemperierten Stimmung.
Sechter war auch Komponist, und er ist dafür bekannt, dass er mehr als 8000 Werke schrieb, darunter vom 9. November 1849 bis April 1867 ein musikalisches Tagebuch mit 4000 Kompositionen, zumeist Fugen – wenn es ging, jeden Tag eine. Constantin von Wurzbach schreibt über Sechters Nachlass: „Außerdem liegen aber noch an 30 Bände Clavier-, Orgel-, und Gesangsmusik vor, nebst sechs Opern, unter denen auch Grillparzer’s ‚Melusine‘. – Die Compositionen reichen zurück bis in’s Jahr 1810 und 1811; diese frühesten sind gemüthliche ‚Deutsche‘. Ein Band aus den Jahren 1818 und 1819 enthält eine Sammlung ‚deutscher Volksmelodien‘, die Sechter mit großer Vorliebe contrapunctisch bearbeitete. Das Jahr 1833 liefert ein eigenthümliches Werk, ein Beispiel von zäher Ausdauer, dabei aber auch von staunenswerthen Kenntnissen. Die Aufgabe war: 104 Variationen über ein Originalthema von 104 Tacten. Diese Selbstgeißelung mußte dem Manne denn doch am Ende selbst peinlich geworden sein, denn die letzte Variation am 27. October schließt mit dem Ausrufe: ‚Gott sei Dank!‘“
Darüber hinaus komponierte er Messen und Oratorien, allerdings erschienen im Druck nur seine Orgel- und Klavierstücke, sowie zwei Streichquartette (darunter Die vier Temperamente, opus 6) – zusammen 91 Stücke.

## Schüler
Zu Sechters Schülern gehörten neben den unten genannten: die Fürsten Georg und Constantin Czartoryski, Fedrigotti, Theodor Döhler, Carl Ferdinand Pohl, Otto Bach, Derffl, Carl Filtsch, Hoven, Selmar Bagge, Leopold Bibl, Julius Benoni, Eugenio Galli und Franz Grillparzer.
- Ján Levoslav Bella (1843–1936), slowakischer Theologe und Komponist
- Rudolf Bibl (1832–1902), Organist und Komponist
- Anton Bruckner (1824–1896), Komponist und Organist
- Julius Egghard (1834–1867), Pianist und Komponist
- Constanze Geiger (1835–1890), österreichische Pianistin, Kinderdarstellerin, Theaterschauspielerin, Komponistin und Sängerin (Sopran)
- Adolf Henselt (1814–1889), Pianist, Komponist und Klavierpädagoge
- Béla Kéler (1820–1882), Komponist, Dirigent und Violinist
- Theodor Kullak (1818–1882), Pianist, Komponist und Musiklehrer
- Josef Kumlik (1801–1869), Musiker, Regens Chori des Preßburger Kirchenmusikvereins.
- Franz Lachner (1803–1890), Komponist und Dirigent
- Theodor Leschetizky (1830–1915), Pianist, Komponist und Musikpädagoge
- Eduard Marxsen (1806–1887), Komponist und Musikpädagoge (bei dem Johannes Brahms Klavier und Kontrapunkt lernte)
- Josef Netzer (1808–1864), Tiroler Musiker und Komponist
- Gustav Nottebohm (1817–1882)
- Ernst Pauer (1826–1905)
- Gottfried von Preyer (1807–1901), Komponist und Organist
- Johann Rufinatscha (1812–1893), Komponist und Musikpädagoge, bedeutendster Symphoniker Österreichs der Zeit nach Schubert und vor Bruckner
- Franz Schubert (1797–1828), Komponist
- Julius Sulzer (1834–1891), Komponist und Pianist
- Jakob Stolz (1832–1919), Komponist und Musikpädagoge; Vater von Robert Stolz
- Sigismund Thalberg (1812–1871), Pianist und Komponist
- Carl Umlauf (1824–1902), Zitherspieler und Komponist
- Henri Vieuxtemps (1820–1881), Violinist und Komponist
- Carl Zeller (1842–1898), Operettenkomponist
- Carl Michael Ziehrer (1843–1922), Komponist